# André Guitar
André Guitar, né André Lebœuf, est un chanteur country québécois, né en 1937 et mort le 7 mai 1987.
Accompagné de sa fille Diane, il connaît un certain succès au cours des années 1970, mais c'est la chanson grivoise La Grenouille, prisée lors de soirées festives, qui le fait connaître du grand public.
Accablé par le succès instantané ainsi que des problèmes personnels et professionnels, Guitar sombre dans la dépression et se suicide en 1987.

## Biographie
André Lebœuf naît vers 1937 à Saint-Casimir, dans Portneuf, d'un père éleveur de chiens. Il achète sa première guitare à 11 ans avec l'argent gagné en travaillant ici et là.
Vers la fin de l'adolescence, il quitte Saint-Casimir pour Montréal afin de devenir chauffeur de taxi. Inspiré par ses idoles Marcel Martel, Willie Lamothe et Paul Brunelle, il compose dans son taxi ses premières ballades. Il présente ses chansons accompagné de sa fille Diane lors de concours d'amateurs, où il connaît du succès.
Guitar et sa fille enregistrent en 1974 un album intitulé Tel père, telle fille au studio de Tony Roman, et partent en tournée de spectacles.
Après la parution de son second album De retour avec « Une chanson pour ta fête », André Guitar, homme jovial, compose La Grenouille, une « pièce très politiquement incorrecte ponctuée de sacres, de blasphèmes, de gros mots et de paroles ouvertement sexuelles et vulgaires », d'abord destinée à être jouée en spectacles. Guitar convainc son producteur de l'endisquer sur un éventuel troisième album. Entretemps, il paye de sa poche l'impression de la chanson sur des 45 tours destinés aux juke-boxes. Le microsillon connaît un succès instantané. Par la suite, des centaines de milliers de copies du simple trouvent preneur. Fraudé par son producteur, Guitar ne retire cependant pas de redevances de son vivant.
Grâce au succès de La Grenouille, André Guitar, habitué des petites salles, se produit devant des plus grandes foules en compagnie d'artistes de renom. La santé mentale du chanteur se détériore. Séparé de sa femme, il remplace sa fille Diane au sein de son duo par sa nouvelle conjointe, qui finit par le quitter.
De nouveau seul, André Guitar perd le goût de faire de la musique. Souffrant de dépression, il se suicide par arme à feu le 7 mai 1987.

## Discographie
- Tel père telle fille (1974, Budget Musique, M80-9019)

Réédité vers 1980 sous le titre "André Guitar et Diane Guitar" (Souvenir Ouesteurne - SV-9006)
1. Je suis délaissé
2. La lettre du prisonnier
3. On est fait l'un pour l'autre
4. Adieu sans regret
5. L'amour n'est pas un jeu d'enfant
6. Adieu mauvaise rêverie
7. Ma guitare et moi
8. Un amour qui ne veut pas mourir
9. Pour ton anniversaire
10. Reviens sur la terre.

- L'as du western (Ouesteurne, GR-314, 1977)

1. L'exposition des fruits et des légumes
2. Chérie, comme tu es femme
3. Ce soir je bois pour l'oublier
4. Dis-moi donc à quoi tu penses
5. Mexican jumping beans
6. Sharambie sharambie
7. Je finirai en prison
8. Demain nous divorcerons
9. Reviens moi comme autrefois
10. On n'a pas le droit
11. Amigos guitar
12. La grenouille